# Hydrologi

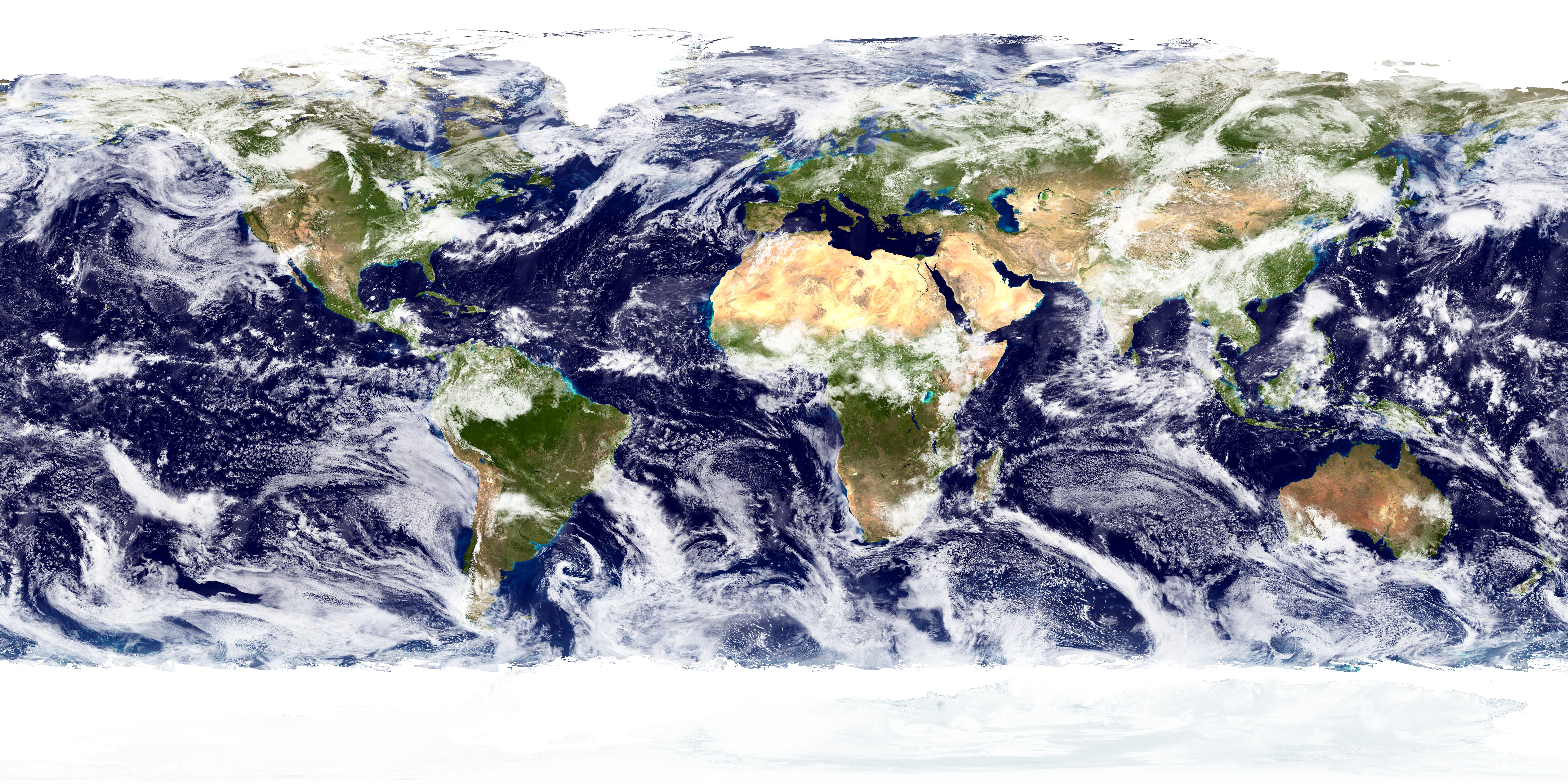
70% av jordens yta består av vatten.

Hydrologi (från grekiskans Yδρoλoγια, Yδωρ+Λoγos, Hydrologia = vattenlära) är läran om vattenförhållandena på jorden. Närmare bestämt omfattar den vattnets cirkulation mellan hav, atmosfär och landområden. Där studeras de processer som tillsammans svarar för vattnets kretslopp. Hydrologin innefattar också vattnets fysikaliska och kemiska egenskaper och dess samspel med allt levande - växter, djur och människor. En hydrolog studerar ytvatten i insjöar, vattendrag och vid våra kuster.

## Historia
Hydrologi har varit föremål för undersökningar och ingenjörskonst i tusentals år. Ett exempel är uppdämningen av Nilen för 6000 år sedan, som skapade odlingsmöjligheter i ett tidigare ofruktsamt landskap. Mesopotamiska städer skyddade sig mot översvämningar med stora jordvallar. Grekerna och romarna byggde akvedukter medan kineserna byggde system för konstbevattning och översvämningsskydd. De gamla singaleserna använde hydrologisk kunskap för att bygga komplexa bevattningssystem med reservoarer, fördämningar och kanaler på Sri Lanka för mer än 2000 år sedan, varav många finns kvar än idag. Uppfinnandet av tryckbrunnar (en: valve pits) är också singalesiskt.
Även i Sverige finns tidiga tecken på vattenbyggande. Snorre Sturlasson beskriver utgrävning av ett trångt sund, som kan ha varit Mälarens utlopp, år 1007. Under flera århundraden efter år 1000 muddrade man viktiga uppgrundade vattenleder för att från Östersjön kunna nå orter i Uppland och Södermanland.
Det första omnämnandet i litteraturen av den hydrologiska cykeln är från 700-talet f.Kr., i Jesajas bok i Bibeln. Där står: "Ty likasom regnet och snön faller ifrån himmelen och icke vänder tillbaka dit igen, förrän det har vattnat jorden och gjort den fruktsam och bärande, så att den giver säd till att så och bröd till att äta…".
Vitruvius beskrev hydrologiska cykeln som en filosofisk teori på 100-talet f.Kr., där nederbörd i bergen rann ner i marken, vilket ledde till källor och bäckar i de lägre belägna områdena. Leonardo da Vinci och Bernard Palissy angrep problemet på ett vetenskapligare sätt och kom, oberoende av varandra, på en korrekt beskrivning av vattnets kretslopp. Först på 1600-talet började man mäta och samla hydrologiska data, som nederbördsmängd och vattenstånd i sjöar och hav. I Sverige gjorde man detta mer systematiskt på 1700-talet, vilket därför kan sägas vara grunden för hydrologivetenskapen i Sverige.
Bland pionjärerna inom den moderna hydrologiska forskningen kan man nämna Pierre Perrault, Edme Mariotte och Edmond Halley. Genom att mäta regnmängd, avrinning och ytan av ett avrinningssystem kunde Perrault visa att regnet var tillräckligt för att ge Seine sitt flöde. Halley uppskattade att avdunstningen från Medelhavet var lika stor som tillflödet från floderna som rann ut i havet.
Framsteg inom hydrologin på 1700-talet var bland annat Daniel Bernoullis piezometer och hans ekvation, pitot-röret och Chezys formel. 1800-talet var startpunkten för hydrogeologin, där vattnets förekomst, egenskaper och rörelse under markytan studeras. Grundläggande samband är, bland annat, Darcys lag, Dupuit-Thiems brunnsformel och Hagen-Poiseuilles kapillärflödesekvation.
Logiska analyser började ersätta empirismen på 1900-talet, alltmedan statliga myndigheter började med sina respektive hydrologiska forskningsprojekt. 1900-talets stora hydrologiska framsteg var framförallt Leroy Shermans enhetshydrograf, Robert E. Hortons infiltrationsteori och C.V. Theis ekvation som beskriver brunnshydraulik. Från 1950-talet har hydrologi alltmer blivit en teoretisk vetenskap, med hjälp av förståelsen för hydrologiska processer och inte minst med datorernas intåg.

## Vattnet på planeten Jorden
| Vattnet i världen                    | Volym (km3)   | % av allt vatten |
| ------------------------------------ | ------------- | ---------------- |
| Saltvatten                           | 1 350 955 000 | 97,5             |
| Hav                                  | 1 338 000 000 | 96,5             |
| Salt eller bräckt grundvatten        | 12 870 000    | 0,9              |
| Saltsjöar                            | 85 000        | -                |
| Sötvatten                            |               |                  |
| Glaciärer, permanent snötäcke        | 24 064 000    | 1,6              |
| Is på mark, permafrost               | 300 000       | -                |
| Vattenånga i atmosfären              | 13 000        | -                |
| Biologiskt vatten i växter           | 1 000         |                  |
| Icke tillgängligt sötvatten - TOTALT | 24 378 000    | 1,7              |
| Grundvatten                          | 10 530 000    | -                |
| Sjöar                                | 91 000        | -                |
| Markvatten                           | 16 500        | -                |
| Sumpmarker, våtmarker                | 11 500        | -                |
| Floder                               | 2 100         | -                |
| Tillgängligt sötvatten - TOTALT      | 10 651 100    | 0,8              |
| Allt vatten i världen                | 1 385 984 100 | 100              |
| Allt saltvatten i världen            | 1 350 955 000 | 97,5             |
| Allt sötvatten i världen             | 35 029 100    | 2,5              |

Jordens yta täcks till 71 procent av vatten . Detta vatten är huvudsakligen i form av salt havsvatten (97,5% av den totala volymen vatten). Sötvattnet finns främst bundet i ismassor, framförallt Grönlands, Arktis och Antarktis glaciärer (1,6%). De 0,8 procent som är kvar återfinns i bland annat grundvatten, vattendrag, sjöar och våtmarker. Sjöar och floder, som ofta utgör en mycket viktig vattenresurs för människan, utgör en ytterst liten del av den tillgängliga volymen sötvatten. Även om de kan verka mäktiga finns det 60 gånger mer vatten i grund- än i ytvattnet .

## Vattnets kretslopp
Kärnan i hydrologin är vattnets rörelse över jorden, på olika sätt och i olika mängd.  Vattnets kretslopp (eller den hydrologiska cykeln) innebär i korthet att avdunstning från vatten på jordytan, främst haven, bildar moln som sedan avger vattnet i form av nederbörd. Den nederbörd som faller över land rinner genom floder, sjöar och akvifärer (grundvattensystem) för att sedan bli moln eller rinna tillbaka till havet och sluta cykeln.

## Den hydrologiska ekvationen
Den hydrologiska ekvationen skrivs ut som P = E + A + ΔM och innebär att i ett avrinningsområde är nederbörden P summan av evapotranspirationen E plus avrinningen A plus förändringen (Δ) i vattenmagasinet M. Förändringar i vattenmagasinet kan vara positiva, som snösmältning eller höjningar av grund- eller markvattnet, eller negativa som snöackumulering, tjälbildning eller sänkningar av grund- eller markvattnet. Vattnet kan även magasineras i sjöar. 
Över längre perioder (ett hydrologiskt år) brukar förändringarna i vattenmagasinen lätt kunna försummas jämfört med de andra termerna i den hydrologiska ekvationen. Under korta tidsperioder måste däremot förändringarna i vattenmagasinet noga beaktas.

## Hydrologiska markprocesser
Infiltration är den process då nederbörd tränger ner i marken. Om jorden är torr kommer den till en början att suga upp all nederbörd som faller på den, men efterhand kommer jorden att bli vattenmättad, eller nå sin fältkapacitet. Vattnet kommer då att dels rinna ovanpå marken, så kallad ytavrinning, och dels på grund av gravitationskraften dras ned mot grundvattnet, så kallad perkolation. Markens vattenhalt kan antingen anges i viktprocent (gram vatten per gram torr jord) eller i volymprocent (m3 vatten per m3 markvolym).
När det inte kommer mer nederbörd upphör ytavrinningen och perkolationen. Markens fältkapacitet är den punkt där vattnet slutat perkolera och rinna på ytan. Vid fältkapacitet råder alltid en dräneringsjämvikt. Markvattenhalten vid fältkapacitet varierar mycket mellan olika jordarter.
Evaporation och transpiration startar igen efter regnet och växterna börjar suga upp tillgängligt vatten ur marken. Till en början kan växterna lätt suga upp markvattnet, men när vattenpotentialen sjunker, kommer vätejonerna i markvattnet att binda till lerpartiklarna i jorden. Dessa bindningar skapar en vattenfilm, eller tension, runt lerpartiklarna som är för stark för att växterna ska kunna suga upp detta vatten. Tensionen uttrycks antingen i j/kg, MPa, bar eller meter vattenpelare eller som pF. När växterna inte längre kan tillgodogöra sig vattnet i marken har man kommit till markens vissningsgräns. Den permanenta vissningsgränsen är då växterna inte kan återhämta sig även om vatten tillförs genom regn eller konstbevattning. Vissningsgränsen bestäms både av jordarten och vegetationen.
Hur mycket markvatten som växterna kan ta upp (växttillgängligt vatten), kan beräknas genom att mäta skillnaden i vattenhalt mellan fältkapacitet och permanent vissningsgräns. Denna vattenhaltsskillnad får sedan multipliceras med det aktuella rotdjupet för att erhålla den totala mängden transpirerat vatten.

## Ytvattenhydrologi
Det vatten som inte infiltrerar inom ett avrinningsområde rinner av på markytan i olika system (floder, kanaler, bäckar, sjöar, våtmarker, träsk och så vidare). Inom ytvattenhydrologin studeras de olika processer som detta sker på.
Ytavrinning inträffar i dess mest grundläggande form då nederbördsintensiteten är högre än infiltrationskapaciteten. Det vatten som inte tas upp av jorden rinner längs markytan till dess det infiltreras eller rinner ut i ett vattendrag längre ned i avrinningsområdet. Denna typ av avrinning är vanlig över hårda, ogenomträngliga ytor, som exempelvis i bebyggda områden eller i arida eller semiarida områden. Liknande flöden kan också uppstå i humida klimatzoner om marken vattenmättas, vilket leder till att infiltration inte är möjlig.
Ren ytavrinning är dock ovanlig i beväxta humida områden, där infiltrationskapaciteten i de flesta fall är högre än nederbördintensiteten. I sådana områden transporteras det mesta av vattnet till vattendrag via marken. Denna transport sker dels via grundvattnet och dels via kanaler i marken, som till exempel rötter.
Det vatten som finns i ytvattenreservoarer är alltså i stora delar av världen (däribland Sverige) grundvatten i dagen.

### Hydrografer
En hydrograf är en kurva som visar vattenföringen som en funktion av tiden för ett specifikt vattendrag. Hydrografen är ett viktigt verktyg att studera både sambanden mellan nederbörd och avrinning i ett avrinningsområde och för modellering och prognostisering av flöden i vattendrag. Två typer av hydrografer är speciellt vanliga: den årliga hydrografen och stormhydrografen.
Den årliga hydrografen visar flödet i ett vattendrag över ett år och ger en bild av de långsiktiga sambanden mellan nederbörd, evaporation, infiltration och vattenföring i ett avrinningsområde. Från denna kan man avläsa avrinningsområdets fysikaliska och klimatologiska karaktär. Ett typiskt vattendrag i norra Sverige har exempelvis ofta en eller två perioder om våren och tidiga sommaren med höga flöden, vid snösmältningen i skogsområdena och fjällområdena och ibland en mindre flödestopp på hösten. I avrinningsområden med mindre snö får den årliga hydrografen ett jämnare utseende. I torra klimatzoner kan hydrografen endast bestå av enstaka flödestoppar som uppstår vid häftiga skyfall.
Stormhydrografen visar flödet i ett vattendrag vid en specifik nederbördstopp och ger en bild av avrinningsområdets respons till höga nederbördsmängder. Dessa är ett viktigt verktyg för prognostisering av höga flöden.

## Tekniska tillämpningar
Vid dimensionering av kraftverksdammar, dagvattenledningar, kanaler, stamledningar mm. behöver konstruktören kunna förutsäga hur stora flöden som kan tänkas inträffa i den tänkta konstruktionen/vattendraget inom dess livslängd. För dessa ändamål är frekvensanalys och enhetshydrografen viktiga hjälpmedel. Genom att kombinera dessa kan man uppskatta hur kraftigt regn som drabba området inom en viss tid och de maximala vattenflöden de orsakar; de största dammarna i Sverige dimensioneras till exempel för att klara vattenflöden som väntas inträffa en gång på 10 000 år.
En annan viktig hydrologisk tillämpning är beräkning och förutsägande av grundvattennivåer. Detta görs bland annat för att övervaka tillgången på dricksvatten, förutsäga konsekvenser av och reglera grundvattensänkningar vid stora byggprojekt, mm. Marken delas in i rutor eller kuber, inom vilka jordens konduktivitet (vattenledningsförmåga) anses konstant, och regnprognoser och redan kända hydrologiska data (strömningsriktningar, grundvattenuttag, osv.) matas in i en simulering som bygger på ovan nämnda ekvationer och teorier.
En hydrologisk avrinningsmodell är till hjälp när man vill beräkna den förväntade tillrinningen till ett vattenregleringsmagasin. Man matar in data om bland annat nederbörd och temperatur och får fram en prognos om hur mycket vatten som kan tänkas komma.

## Andra områden
Man kan se hydrologi som en del av geofysik eller naturgeografi.

### Angränsande områden
- Limnologi är läran om livet och kemin i sötvatten.
- Meteorologi är vetenskapen om väder, alltså fenomen i atmosfären.
- Klimatologi är vetenskapen om klimatet, det vill säga vädret på mycket lång sikt.
- Oceanografi är vetenskapen om Jordens oceaner och hav.

### Delområden
Då hydrologi har kontaktytor till många andra ämnesområden kan den delas in på olika sätt. Hydrologins delområden blir därför en brokig skara discipliner. Några exempel är
- Glaciologi är läran om glaciärer och processerna kring dessa.
- Inom hydrogeologin (alt. geohydrologi) studerar man grundvattnet och dess egenskaper.
- Agrohydrologi är läran om vattenfaktorn inom jordbruket, där förståelsen av bl.a. dikning, evapotranspiration och konstbevattning är viktigt.
- Hydromekanik handlar om vattnets rörelse under inverkan av krafter, av vilken hydraulik är en tillämpning.
- Hydrometri behandlar mätning och beräkning av vatten, inkluderande metoder för mätning.